# Старый Акатуй
Старый Акатуй — село в Александрово-Заводском районе Забайкальского края России. Входит в состав сельского поселения «Ново-Акатуйское».

## География
Село находится в центральной части района, на правом берегу реки Акатуй (бассейн реки Газимур), на расстоянии примерно 13 километров (по прямой) к северо-западу от села Александровский Завод. Абсолютная высота — 958 метров над уровнем моря.
Климат
Климат характеризуется как резко континентальный с продолжительной холодной малоснежной зимой и сравнительно тёплым летом. Средняя температура воздуха самого холодного месяца (января) составляет −26,8 °C; средняя температура самого тёплого месяца (июля) — 17,1 °C. Среднегодовое количество атмосферных осадков составляет 350—410 мм. Продолжительность безморозного периода составляет от 110 до 120 дней в году.
Часовой пояс
Село Старый Акатуй находится в часовой зоне МСК+6. Смещение применяемого времени относительно UTC составляет +9:00.

## История
Основано в 1830 году.

## Население
| 1989 | 2002 | 2010 | 2021 |
| ---- | ---- | ---- | ---- |
| 346  | ↘248 | ↘191 | ↘172 |

Половой состав
По данным Всероссийской переписи населения 2010 года в гендерной структуре населения мужчины составляли 53,4 %, женщины — соответственно 46,6 %.
Национальный состав
Согласно результатам переписи 2002 года, в национальной структуре населения русские составляли 96 % из 248 чел.

## Инфраструктура
В селе функционирует фельдшерско-акушерский пункт.

## Улицы
Уличная сеть села состоит из двух улиц:
- ул. Нагорная
- ул. Центральная